# Korsør
 Denne artikel handler om selve byen Korsør. Ordet Korsør bruges ofte også som en kort betegnelse for Korsør Kommune.
Korsør er en by på det yderste vestlige hjørne af Sydvestsjælland ved farvandet Storebælt. Byen har 14.323 indbyggere  (2025) og ligger i Slagelse Kommune i Region Sjælland.
Byen er delt i to bydele, Sydbyen der ligger syd for havnen og noret – samt Halsskov, der ligger nord for noret. Halsskov husede i sin nordligste bydel (indtil Storebæltsbroen var færdig i 1998)  færgehavnen for de store bilfærger til Knudshoved og en lille bilfærge til Lohals på Langeland.[kilde mangler] I bydelens sydligste del tættest på Sydbyen fandtes endestationen på jernbanestrækningen København – Korsør. Herfra afgik jernbanefærgerne til Nyborg. Stationen og færgehavnen blev nedlagt i 1997 og erstattet af en nyere station nord for Halsskov i forbindelse med åbningen af jernbanedelen af Storebæltsforbindelsen.
Folk, der bor i eller kommer fra Korsør, kaldes korsoranere eller korsørianere, tidligere også crucisoranere (af lat. crux, kors). Folk, der bor på Halsskov-siden kaldes undertiden for "halskovitter".

## Etymologi
Første del af stednavnet Korsør er Kors efter et korsformet sømærke på sandstranden, hvilket sidste (gruset eller sandet strandbred) har heddet ør(e) som kendt fra stednavne som Helsingør, Dragør og Øresund. Korset optræder i byens våben fra 1608, velnok dannet efter navnet. Det ældste kendte byvåben fra 1519 viste bykirkens gavl.

## Historie
Stedet har utvivlsomt meget tidligt haft betydning som overfartssted til Fyn. Svend Grathe skal have anlagt et slot ved Korsør, men det er ikke godt at afgøre, om der med dette menes Tårnborg Slot eller et slot lige ved byen, og i senere beretninger er det også ofte usikkert, hvad der menes, når Korsør Slot nævnes, således da det berettes, at det under Grevens Fejde indtoges af nogle som hesteprangere forklædte skælskørborgere. Måske er det egentlige Korsør Slot, der har ligget på det senere søbatteris plads, først opstået, da Tårnborg Slot havde tabt sin betydning, om der endog tidligere har ligget en mindre befæstning ved indløbet til havnen. Af slottets høvedsmænd kendes hr. Erik Barnumsen 1364, Jørgen (Jens?) Rud 1369—70, Claus Holste 1376, Oluf Pant († 1397), hr. Oluf Nielsen 1409, Anders Skytte 1415, Iver Jensen Dyre 1439, hr. Oluf Lunge 1464, hr. Henrik Meinstrup 1471—96, Stig Griis 1497, Erik Hardenberg 1499, Oluf Hansen 1505, Mourids Jepsen Sparre 1512—16, hr. Henrik Gøye 1516—23 osv. Slottet har dog vist aldrig spillet nogen større rolle eller været videre stærkt befæstet.
Heller ikke byen har trods sin gode beliggenhed nogensinde haft stor betydning. I 1288 blev den udplyndret af Marsk Stig og hans parti. Der omtales nogle af Erik Menved på Tårnborg Slot givne privilegier, men byens ældste købstadsprivilegier, ved hvilke den tillige fik „Fægang paa Sprogø," er vist givnt 1425 af Erik af Pommern; de er ofte senere bekræftede og udvidede, blandt andet af Christoffer af Bayern 1445 (det var i Korsør, at Danmarks Riges Råd udstedte brevet 28. oktober 1438, hvorved det indkaldte Christoffer som konge).

### Renæssancen
Nye privilegier fik byen i 1558, da der blev tilsagt byen samme stadsret, bylov og privilegier som Roskilde og Kalundborg samt ret til at lade heste og kvæg gå på „Halffskoug", og i 1648, da borgerne havde klaget over den skade, som Skibsholms Havn gjorde dem. En vigtig indtægtskilde for byen var vel færgefarten til Nyborg, men den havde også sine ulemper for borgerne, da de uden godtgørelse ofte måtte bære udgifter, når hoffet skulle over Bæltet; således befaledes det dem 1578 at indrette staldrum til 400 heste og have fourage til dem til brug for kongen, og 1644 fik byen en alvorlig irettesættelse, fordi færgefolkene havde sagt, at de hellere ville afbrænde deres både end overføre kongens folk og bude. Mest har vel byen følt trykket under krigsforhold, når den måtte skaffe tropper og materiel over, som fx under Karl Gustav-krigene 1658—60, da Korsør også særlig led under indkvartering og beskatning. De svenske landede uhindret her 7. august 1658, og de holdt slottet besat under hele krigen og forstærkede befæstningerne således, at fæstningen endog siges at være anlagt af svenskerne; desuden nedbrød de en del af byens huse i nærheden af slottet og anlagde en ny befæstning inde i noret på "Lilleø", der nu er inddæmmet. Bekendt er sagnet om, at Karl Gustav stod på Korsør Slot og så sine troppers nederlag ved Nyborg, og de "velkomstord", hvormed han modtog Stenbock. Efter 1660 har fæstningen stået forsømt, og 1764 solgtes den med undtagelse af tårnet og nogle magasinhuse.

### Under enevælden
I 1661 blev Korsør tillige med København stabelstad, som „alene maa bruge den udenlandske Handel", og i 1664 blev befalet, at havnene ved Skibsholm, Våsen, Gedehuset, Bisserup og Basnæs Fjord skulle nedlægges som skadelige for Korsør.
Byen havde i 1672 kun 826 indbyggere, og både på den tid og i hele 18. århundrede klages der meget over dens fattigdom. I 1769 havde den 1.280 indbyggere. Byen har vel også som de andre byer lidt under ildebrande, skønt der kun er beretning om en større brand i juli 1557, da en svend hos lensmanden på Nyborg Slot skød ild på byen, så at den brændte på 10—11 gårde nær.

### Den tidlige industrialisering
I det 19. århundrede voksede byen betydeligt til, især efter at jernbanen var blevet anlagt, og havnens betydning steg. I august—oktober 1857 led Korsør meget af koleraepidemien, der bortrev over 200 mennesker.
I 1855 havde Korsør: 1 skibsbyggeri, 3 ølbryggerier, 2 brændevinsbrænderier, 1 teglværk, 1 kalkbrænderi, 4 vind-melmøller og 1 tobaksfabrik. I 1872 havde Korsør: 1 skibsbyggeri, 1 cokesbrænderi, 1 fabrik for kunstgødning med svovlsyrefabrik, 1 gasværk, 3 ølbryggerier, 2 teglværker, 1 kalkbrænderi, 2 vind-melmøller og 1 tobaksfabrik. Af fabrikker og industrielle anlæg havde byen omkring århundredskiftet: 2 hvidtøls-bryggerier, 1 mindre dampsnedkeri, 1 dampbødkeri, 1 mindre skibsbyggeri med savmølle, 1 bådebyggeri med savmølle, 2 bogtrykkerier, alle i den gamle by; på Halskovsiden lå en højtliggende petroleumsbeholder til 10.000 tønder petroleum med pumpeledning fra bolværket og med aftapningsanstalt, 1 jernstøberi med maskinværksted, og 1 teglværk med slemmeværk (40—50 mand) samt en vindmølle; umiddelbart syd for byen lå en planteskole med stort rosendriveri, samt 2 vindmøller og en tagpapfabrik.
I Korsør er der "Dampskibsselskabet Korsør" (aktieselskab, oprettet 1. juni 1889).
I Korsør blev udgivet to aviser; Korsør Avis og Korsør Adresseavis.
Korsørs befolkning var stigende i slutningen af 1800-tallet og begyndelsen af 1900-tallet: 1.819 i 1850, 2.236 i 1855, 2.957 i 1860, 3.759 i 1870, 3.954 i 1880, 4.685 i 1890, 6.054 i 1901, 7.064 i 1906 og 8.065 i 1911.
Efter næringsveje fordeltes folkemængden i 1890 i følgende grupper, omfattende både forsørgere og forsørgede: 898 levede af immateriel virksomhed, 1.229 af håndværk og industri, 558 af handel og omsætning, 191 af jordbrug, 45 af gartneri, 608 af søfart, 184 af fiskeri, mens 805 fordeltes på andre erhverv, 105 levede af deres midler, 59 nød almisse, og 3 var i fængsel. Med hensyn til handelen bemærkes, at Korsør vel var en særdeles vigtig indførselshavn for det vestlige Sjælland, lige som der foregik en stor udførsel af landbrugsprodukter til Tyskland over den, men i øvrigt var handelen ringe, da byen næsten intet opland havde. Industri og håndværk var heller ikke betydelige. Derimod indtog søfart og fiskeri en fremskudt plads. Ifølge en opgørelse i 1906 var indbyggertallet 7.064, heraf ernærede 346 sig ved immateriel virksomhed, 248 ved landbrug, skovbrug og mejeridrift, 253 ved fiskeri, 2.328 ved håndværk og industri, 818 ved handel med mere, 2.546 ved samfærdsel, 238 var aftægtsfolk, 195 levede af offentlig understøttelse og 92 af anden eller uangiven virksomhed.

### Mellemkrigstiden
Gennem mellemkrigstiden var Korsørs indbyggertal voksende: i 1921 8.939, i 1925 9.760, i 1930 9.728, i 1935 9.671, i 1940 9.896 indbyggere. Men samtidig skete der en vækst i forstaden Halsskov Huse i Tårnborg Sogn, hvor der bosatte sig en række personer med arbejde i Korsør, og allerede pr. 1. april 1922 blev forstaden indlemmet i købstaden.
| År                               | 1916  | 1921  | 1925  | 1930  | 1935  | 1940  |
| -------------------------------- | ----- | ----- | ----- | ----- | ----- | ----- |
| Korsør købstad                   | 8.380 | 8.939 | 9.760 | 9.728 | 9.671 | 9.896 |
| Halsskov Huse (Tårnborg Kommune) | 782   | 908   | *     | *     | *     | *     |
| Korsør med forstæder             | 9.162 | 9.847 | 9.760 | 9.728 | 9.671 | 9.896 |

Ved folketællingen i 1930 havde Korsør 9.728 indbyggere, heraf ernærede 707 sig ved immateriel virksomhed, 3.014 ved håndværk og industri, 1.302 ved handel mm, 2.694 ved samfærdsel, 569 ved landbrug, skovbrug og fiskeri, 707 ved husgerning, 933 var ude af erhverv og 86 havde ikke oplyst indkomstkilde.
Korsør Glasværk blev etableret i 1937.

### Efterkrigstiden
Efter 2. verdenskrig fortsatte Korsør sin befolkningsvækst. I 1945 boede der 10.667 indbyggere i købstaden, i 1950 11.885 indbyggere, i 1955 12.957 indbyggere, i 1960 14.276 indbyggere og i 1965 15.269 indbyggere.
I 1960 havde Korsør Glasværk 400 ansatte og var byens største industrivirksomhed.

## Historiske bygninger og flådestationen
I Korsørs gamle bydel findes strategisk placeret ved den gamle indsejling til havnen et fæstningsanlæg, som går helt tilbage til 1100-tallet. Det store røde tårn står stadigvæk i sin fulde højde og er synligt langt omkring. Bag voldgraven kan man også se en af de store magasinbygninger opført i 1600-tallet. Bygningen huser i dag By og Overfartsmuseet om Korsør og den nedlagte Storebæltsoverfart.
Ikke langt fra de gamle voldanlæg ligger de nutidige forsvarsanlæg i form af Flådestation Korsør, som udgør en af den danske flådes to baser. Flådestationen har mange hundrede ansatte og er hjemsted for en stor del af søværnets skibe med tilhørende depotfaciliteter placeret i og omkring Korsør. Mest markante depot er flådestationens oliedepot, som er placeret flere kilometer fra havnen i området ved "Søskær Mose" lige vest for Korsør Skov. Her anes de enorme nedgravede tanke som store bakker inde på det indhegnede og bevogtede område. Olien transporteres igennem nedgravede rørledninger, der løber gennem Korsørs sydlige bydele ind til flådestationen.
I den nordøstlige ende af byen ligger herregården Tårnborg.

## Overfartsbyen ved Storebælt
Korsør har i alle tider været præget af at være det naturlige udgangspunkt for sejlads til Fyn, og overfart har fundet sted i mange århundreder til Nyborg. I Algade finder man således Kongegården, som er en flere hundrede år gammel herskabelig bygning, opført med det formål for øje, at kongen og hans følge kunne have et komfortabelt sted at opholde sig, når man på rejse mod Fyn ventede på gunstigt vejr til sejladsen over Storebælt. Kongegården bruges i dag til en permanent udstilling af Korsør-kunstneren Harald Isenstein og dels til skiftende udstillinger, koncerter m.m.

## Demografi
| År   | Indbyggere |
| ---- | ---------- |
| 2006 | 14.850     |
| 2008 | 14.659     |
| 2010 | 14.439     |
| 2011 | 14.412     |
| 2012 | 14.538     |
| 2013 | 14.501     |
| 2014 | 14.369     |

### Indvandringsområde
De almene boliger på Motalavej blev kendt og har været centrale i medierne som ghettoområde. Motalavej står nu ikke længere på ghettolisten. Vejen er opkaldt efter Motala i Sverige, som er Korsørs venskabsby.

## Kultur
Korsør og omegn har 8 km badestrand. Flere naturområder tæller Korsør Nor, Lejodden og de udstrakte strandenge nord for Halsskov til kystskrænterne i Korsør Skov sydøst for byen.
Byens biograf, Korsør Biograf Teater, blev grundlagt i august 1908 og er dermed verdens ældste stadigt fungerende biograf. Den havde 100-års jubilæum i 2008 og har også været i Guinness Rekordbog. Den drives af 30 frivillige og fungerer som en foreningsbiograf.
Byen rummer også Korsør By- og Overfartsmuseum, der er indrettet i Store Magasin på Korsør Fæstning, og som er både bymuseum og museum for Storebæltsoverfarten mellem Korsør og Nyborg.
Dele af Korsør Fæstning står stadig. Kongegården blev opført i 1751, og den er blandt de fremmeste rokokobygninger i provinsen. Den bruges i dag som kunsthal. Vandtårnet Kindtanden er opført i 1948 og det er 30 m højt. Et 34 m højt maleri af Harald Blåtand blev udført på havnens foderstofsilo i 2025, med henvisning til den nærliggende Trelleborg.

### Sport
Broløbet er et halvmaraton i Korsør, som i 2008 blev afholdt for fjerde gang i Storebæltsbroens historie. Der er mere end 10.000 deltagere fra mere end 20 lande. Løbet arrangeres af Korsør Atletik & Motion.

### Venskabsbyer
- Police, Polen
- Motala, Sverige

## Kendte mennesker fra Korsør
- Jens Baggesen (1764 – 1826), digter og forfatter til rejseskildringen Labyrinten fra 1792-93.
- Rasmus Langeland, handelsmand
- Valdemar Kähler, fabrikant og virksomhedsgrundlægger
- Gustav Kähler, erhvervsmand
- Claus Kähler, erhvervsmand
- Børge Rambøll, virksomhedsgrundlægger og professor
- Brian Nielsen, bokser
- Helga Pedersen, højesteretsdommer, politiker og minister
- Line Kruuse, model
- Pernille Rosenkrantz-Theil, politiker
- Matilde Kimer, journalist

## Galleri
- Korsør omkring 1900
- Korsør Fæstning
- Kongegården
- Parti fra Gågaden
- Den gamle station
- Den nye station
- Indsejling til Korsør havn
- Den gamle postbygning
- Slottensgade
- Kindtanden - vandtårn i Korsør